# Colla ua Báirid
Colla ua Báirid (Colla hijo de Barith, m. 932) fue un caudillo hiberno-nórdico, primer monarca vikingo conocido en las crónicas contemporáneas del reino de Limerick.
No han sobrevivido suficientes datos para conocer el perfil de su padre Báirid, ni el papel que desempeñó en Limerick o en otros asentamientos de Irlanda, por otro lado no hay registros que puedan vincular familiarmente a Colla con Bard de Dublín, aunque cronológicamente sería posible; pero los anales irlandeses mencionan la actividad depredadora de Colla y sus hordas como vikingos en la Irlanda del siglo X. La década 920 y 930 corresponde al periodo de máximo apogeo del dominio vikingo en Irlanda y cuando Limerick llegó casi a igualar al reino de Dublín en poder:
Colla, hijo de Báirid, llevó una flota a Lough Ree y mataron.
Y una década después una breve cita sobre su muerte:
Colla, hijo de Báirid, rey de Luimnech, muere.
Todos los indicios en las crónicas orientan que fue sucedido en el trono de Limerich por Amlaíb Cenncairech.